# Neuontobotrys elloanensis
Neuontobotrys elloanensis är en korsblommig växtart som beskrevs av Al-shehbaz. Neuontobotrys elloanensis ingår i släktet Neuontobotrys och familjen korsblommiga växter. Inga underarter finns listade i Catalogue of Life.